# Плотников (хутор)
Плотников — хутор в Зимовниковском районе Ростовской области. Административный центр Глубочанского сельского поселения.
Население — 717 (2010)

## История
Предположительно основан в начале XX века. Согласно Алфавитному списку населённых мест Области войска Донского 1915 года временное поселение Плотниковское относилось к юрту калмыцкой станицы Власовской, в поселении имелось 29 дворов, проживало 103 души мужского и 103 женского пола.
Согласно переписи населения 1926 года хутор Плотников относился к Глубочанскому сельсовету Зимовниковского района Сальского округа Северо-Кавказского края, в хуторе проживало 220 жителя, из них 202 украинцев и 18 великоросса

## География
Хутор расположен в пределах северной покатости Сальско-Манычской гряды, являющейся субширотным продолжением Ергенинской возвышенности, относящейся к Восточно-Европейской равнине, на левом берегу реки Малый Гашун, на высоте 70 м над уровнем моря. Рельеф местности — равнинный, местность имеет слабый уклон с востока на запад по направлению к реке Малый Гашун. Почвенный покров комплексный: распространены почвы каштановые солонцеватые и солончаковые и солонцы (автоморфные)
По автомобильной дороге расстояние до Ростова-на-Дону составляет 330 км, до ближайшего города Волгодонск — 100 км, до районного центра посёлка Зимовники — 45 км.

### Климат
Климат умеренный континентальный (согласно классификации климатов Кёппена-Гейгера - Dfa). Среднегодовая температура воздуха положительная и составляет + 9,3 °C, средняя температура самого холодного месяца января - 5,0 °C, самого жаркого месяца июля +  24,0 °C. Расчётная многолетняя норма осадков - 397 мм. Наименьшее количество осадков выпадает в марте (25 мм), наибольшее — в июне (45 мм).

### Улицы
| - ул. Береговая, - ул. Гагарина, - ул. Дорожная, - ул. Дружбы, | - ул. Мира, - ул. Полынная - ул. Степная, - ул. Центральная. |

Часовой пояс
Плотников, как и вся Ростовская область, находится в часовой зоне МСК (московское время). Смещение применяемого времени относительно UTC составляет +3:00.

## Население
Динамика численности населения
| 1915 | 1926 | 2002 |
| ---- | ---- | ---- |
| 206  | 220  | 701  |

| 2010 |
| ---- |
| 717  |